# 下着

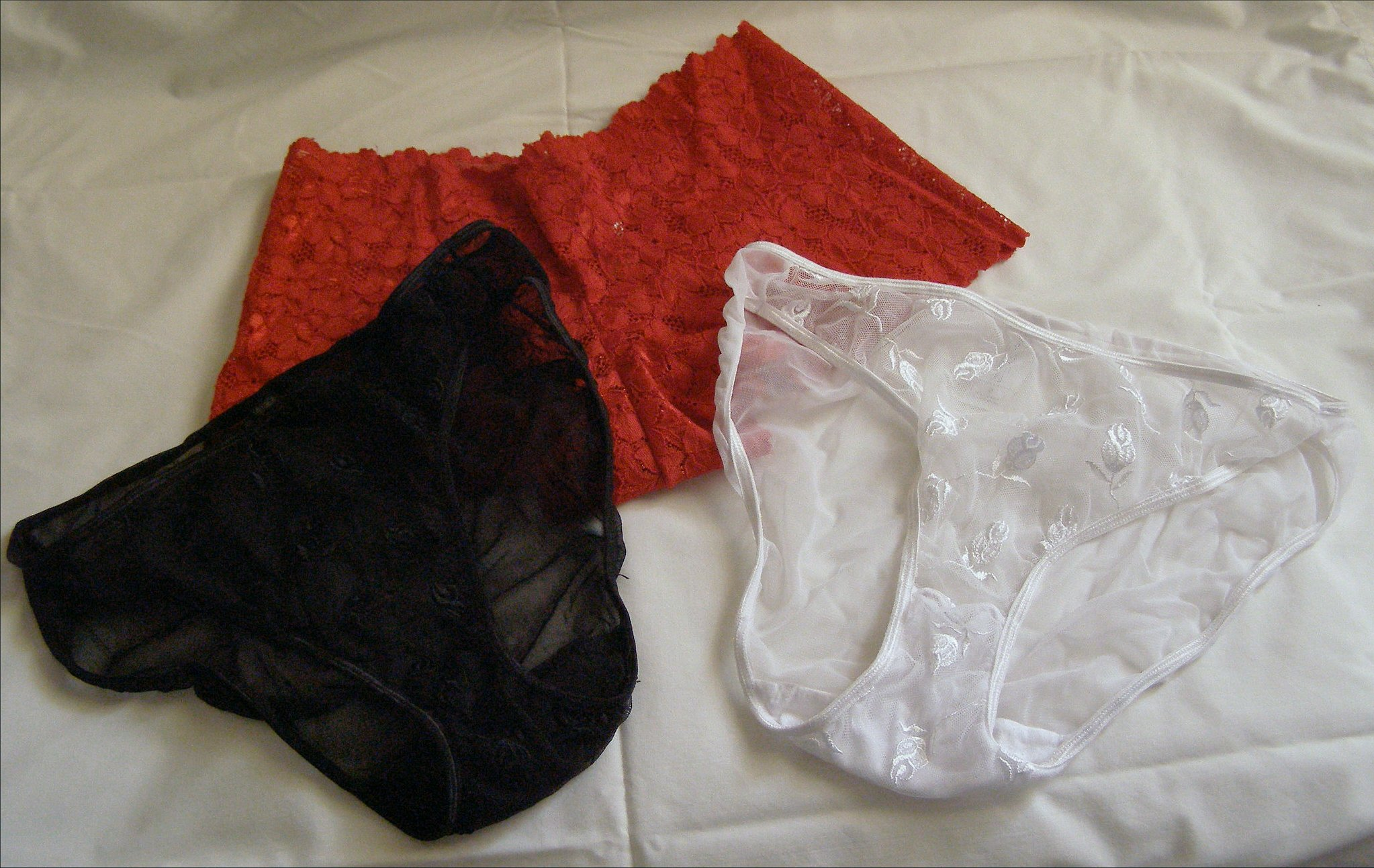
女性下着（パンティー）

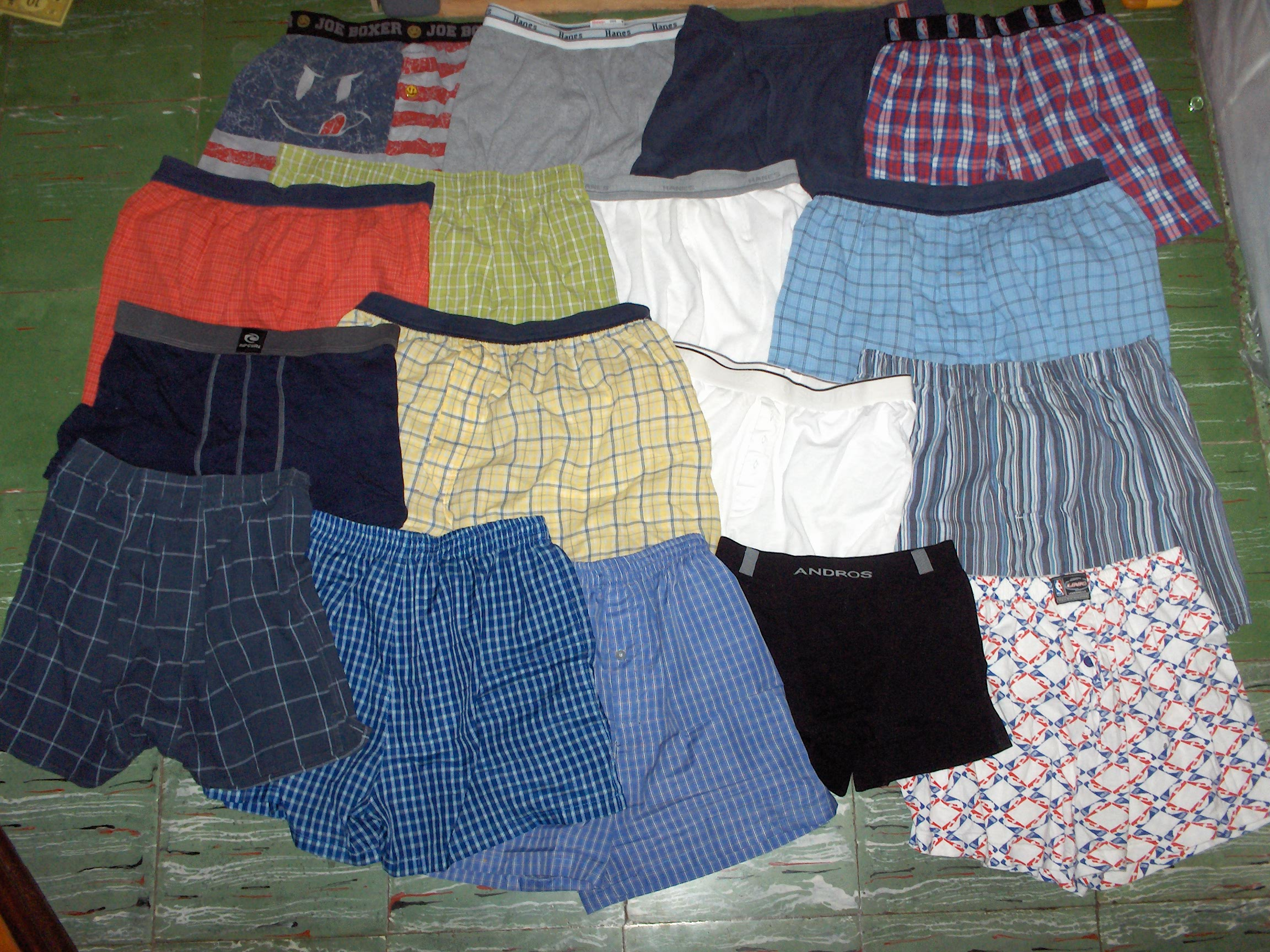
男性下着（ボクサーショーツ）

下着（したぎ）とは、最も内側（肌に近い側）に着用する衣服の総称であり、アンダーウェア、インナーウェアともいう。Tシャツなど、1枚で着用することも想定している衣服を1枚で着用し、結果的に最も内側に着ていることになっていたとしても、通常それを下着とは呼ばない。
下着のうち、上の服を身体からの汚れから守り、体の保温、快適さ、加えて衛生を維持する目的で肌に直接着けるものは肌着（はだぎ）と称される。一方、ブラジャーやガードルのように、女子の体形を美しく整えるための下着は、直接肌に付けるものでも肌着ではなく、ファウンデーションに分類される。

## 女性用下着について
女性用下着は、大きく分けて次の3種類に区分される。
- ファウンデーション（foundation）：補正下着や補整下着と呼ばれるもので、クーパー靭帯を守り、下垂などを防ぐための下着。ブラジャーなどがこれにあたる。
- ランジェリー（lingerie）：ファウンデーションを着ることで生じる凹凸を目立たなくさせたり、ニット生地などでできた服などを着用する時に素肌に当たったり，静電気から守るための高価な下着類。ブラジャーはこれに入らない。スリップ，タップパンツなどがこの分類である。
- アンダーウェア（underwear）：通常の肌着としての下着。

## 歴史

### 古代

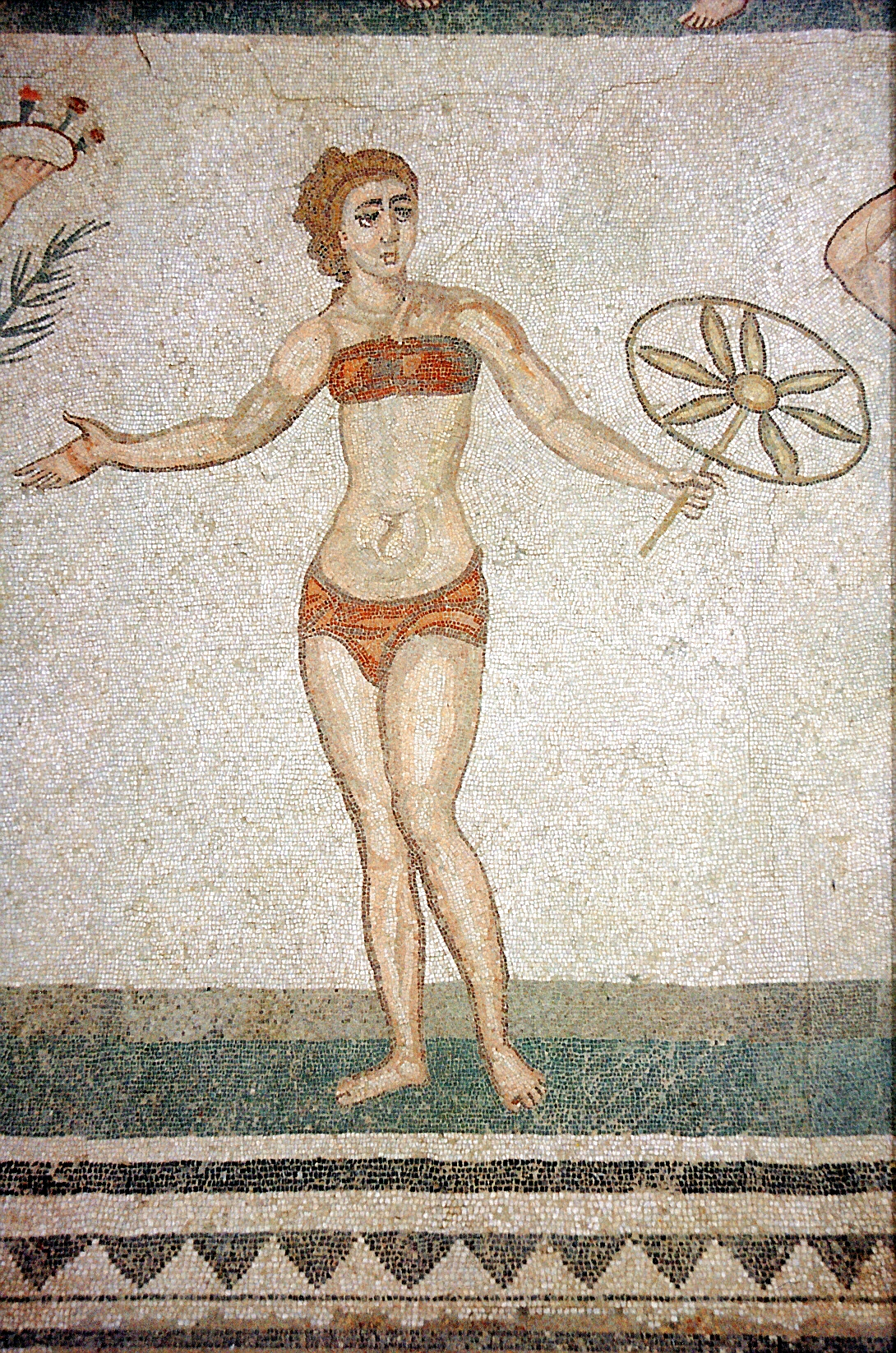
シチリア島のヴィッラ・ロマーナ・デル・カサーレから出土したローマ時代のモザイク。当時の下着姿の女性

適当な大きさに作られた布を腰に巻きつけたものが最初の下着であったと推測される。大きく分けると2つの種類に分けられる。紐で腰に結びつけて股の下を通し、後ろで紐に通し固定するふんどし型のものと、胴回りに幾度も巻き付けてピンや細いベルトで止める腰巻き型のものである。ジャングルなどの熱帯地帯では、褌だけで快適に生活することができる場合が多く、この場合は下着ではなく、ズボンのように服の一部とみなすことができる。しかし、それ以外の地方では下着の上に数枚の衣服を重ね着する。多くの古代の文明ではこのような下着が唯一の衣服である。アジアやアフリカ、それにインドなどの様々な社会でこのような簡素な下着が使用され続けている。
古代社会では、男性だけでなく女性もこのような下着を着用していた。古代ギリシアと古代ローマ帝国では、ローブのように胸から垂らした布により下着を隠し、落ちないようにピンや金具で支えていたとされる。また多くのローマ帝国の人々は尻と股を隠す現在のショーツに良く似た下着を着用していた。

### 中世・ルネサンス

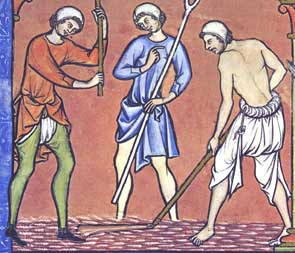
ブライズを着た農夫

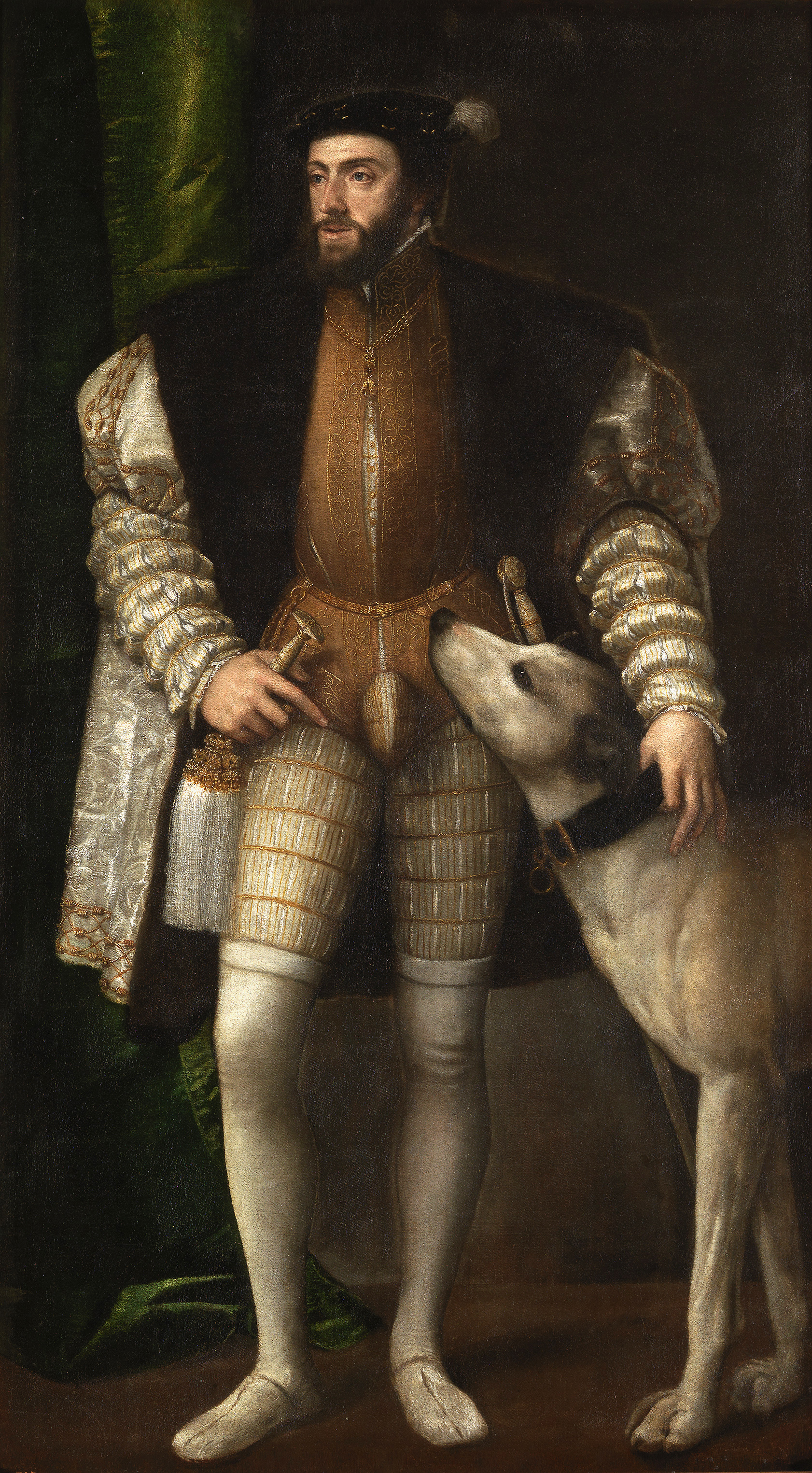
ティツィアーノ・ヴェチェッリオによる神聖ローマ皇帝カール5世の肖像。股の部分にコッドピースをつけている

中世ヨーロッパでは、毛や麻などの目の荒い織物から、柔らかい綿などの平織りの素材で作られるようになり、またゆったりとした衣服のデザインが流行した。腰と太ももで紐で固定するブライズ（braies）と呼ばれる薄手の素材のズボンが着用されていた。豊かな者はチャスズ（chausses）という足を覆う下着を着用していた。ルネッサンス期に入ると、チャスズはより体に密着するタイツのようなものになり、ブライズは徐々に短く、小さくなっていった。しかし、このどちらも他の服で覆う事はなかったため、厳密には下着のうちに含めるべきではないかもしれない。
ブライズの前面には、ボタンや紐で留められる窓があり、脱がずにここを通して男性は排泄を行うようになっていた。この窓は徐々に男性の魅力を増すため装飾され、コッドピース（codpiece）と呼ばれるようになる。イギリスのヘンリー8世は、局部を際立たせるために詰め物を入れることを考案したとされており、16世紀末までこのアンバランスな流行は終焉することはなかった。
現在、シャツと呼ばれている前ボタンで身につけられる男性用の上衣は中世からルネッサンス期にかけて考案されたが、当初は下着であった。膝まで丈がありズボンの中に入れ込み、下履きを兼ね着用した。ワイシャツの裾ラインがカーブしているのはその名残である。鎧の下に着用されていたダブレットもこの時期にファッションとして確立され、やはり下着として使われている。
中世の女性は体に密着するアンダードレスとブライズのような下着を着用している。時には、シフト（shift）と呼ばれる綿製の下着をアンダードレスの下に身につけることもあったが、後の時代になるまで一般的ではなかった。
ルネサンス期の女性のスカートはふっくらと傘のように広がっているものが流行であり、ドレスの下にファーティンゲール（farthingale）というスカートを支えるフレーム枠付きの下着を身につけている。16世紀の終わりには、スカートのボリュームは女性の体の倍以上も広がり、歩道の通行も困難になる。
中世ヨーロッパで、十字軍に参加した夫の不在時に女性の身を守るため、下着として貞操帯が開発されたとされているが、事実かどうか定かではない。多くの貞操帯は非実用的なほど複雑であったり、重すぎたりしており、歴史研究家の間でもその実際の用途に懐疑的な見方がある。

### 産業革命
18世紀に入ると、プランテーションによる綿花の増産、自動機織機の開発、綿繰り機械の発明により、安価な綿布製品を大量生産することができるようになる。家で手工業として作られたものではなく、工場で大量生産された下着を店で買うということができるようになったのはこの時代である。19世紀の一般的な下着は、男性、女性、子供を問わず、手首から足首まで覆うユニオンスーツ（union suit）であり、これには排泄時のために後ろに大きめの窓がついていた。
18世紀の女性はステイズ（Stays）と呼ばれる後ろから身につけ、胴の前に紐で止める下着を身につけるようになる。始めは一枚の布であったステイズは、1750年代から1760年代にかけてスタイルを保つために厚めの布で作られるようになり、コルセットと呼ばれるようになった。染色技術の発達により様々な色が使えるようになったが、女性の下着は白が一般的であった。19世紀に入ってもコルセットは貴族階級の間で使われており、より体を拘束するようにデザインが変わっていった。細い腰が美の象徴とされ、鯨鬚や鋼鉄がコルセットに縫いこまれ、人の手を借りて締め上げるものが広く用いられている。着用時に苦痛を伴うことが多く、また血行不良や酸素不足からてんかんの発作、内臓に重い障害を負う女性もいた。これらの後期型のコルセットは胸を覆う丈に作られておらず、腰の細さを際立たせるために胸の下で終わっていてコルセットの上に胸が乗るようになっていた。
多くの場合、綿やモスリン製のシフト（shift）と呼ばれる薄いシャツのような下着がコルセットの下に身につけられていた。19世紀の後半にスカートの長さが短くなり素足を隠す必要性から、パンタロンと呼ばれる長い下半身用の下着が着用されるようになる。
この時代に特徴的な女性用の下着として、ペチコートとスカートの形を保つクリノリン（Crinoline）があげられる。クリノリンはルネサンス期のファーティンゲールと同じようにスカートの形を保つ機能があり、従来の木枠や骨枠と違い張りのある布で作られ、重ね着するようになっている。値段も安くなり、貴族の間だけでなく、庶民にも広まった。貴族の間では絹や毛などの上質な生地で作られたものが使用されている。
クリノリンの流行でふくらみすぎたスカートはしぼんで簡便になり、女性のスカートの尻の形を大きく際立たせるバスル（bustle）という型になり、18世紀から19世紀にかけて二度流行し1880年代にピークに達した。しかし、1890年代には流行遅れとなり、それ以後は流行することはなかった。

### 1900年代
20世紀の初頭には下着市場は飽和状態になり、競争から様々な工夫や機能が生まれる。現在でも下着大手のヘインズ社は、この競争を勝ち抜いた会社の1つであり、ユニオンスーツの最大手になる。紡績技術も進化を続け、1着のユニオンスーツを1時間未満で作れるようになる。
女性用下着は依然、コルセットが使用されているが、化学繊維やより強靭な布が織られるようになり、鯨鬚や鋼鉄の必要性はなくなった。

### 1910年代

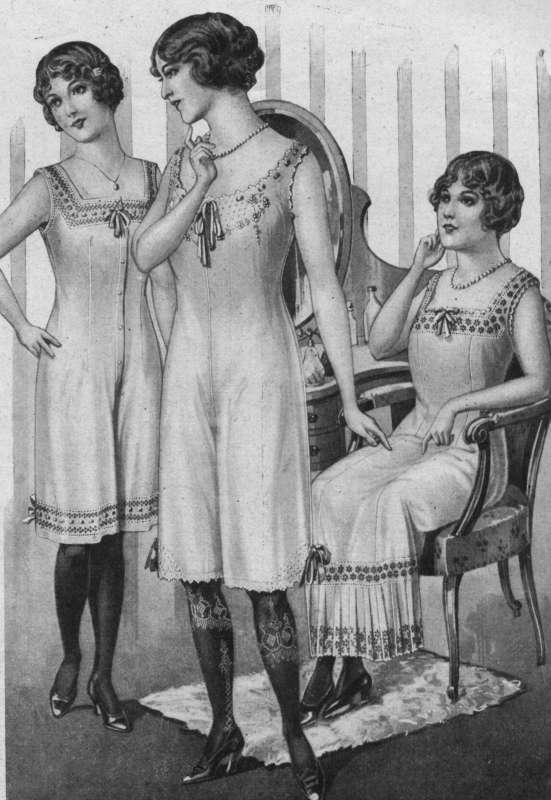
女性下着の広告（1913年）

激しい下着市場の競争から広告の必要が認識され、様々な形の広告が登場するようになる。アメリカで最初に下着の広告が掲載されたのは1911年にサタデー・イブニング・ポストという週刊誌の紙上であり、ケノーシャ・クローズド・クロッチ（Kenosha Klosed Krotch）を描いた画家、J.C.レインデッカーの油絵が掲載された。初期の広告の売り文句は耐久性と着易さを強調しており、ファッション性はまったく問題にされていなかった。
1910年代の後半に、カルマーズ紡績会社（Chalmers Knitting Company）がユニオンスーツを上下の2枚に分けることを考案し、事実上、アンダーシャツとズロースを発明する。女性用に作られた薄手かつレースを多用しているものは、キャミソールとズロースと呼ばれる。
1913年にメアリー・フェルプス・ジェイコブ（Mary Phelps Jacob）の手により、女性用下着は革命を迎えることになる。薄手のドレスの下のコルセットから突き出ている鯨鬚を隠すために、2枚のハンカチをリボンで結ぶことで、現在ではブラジャーと知られているものを開発したのである。メアリー・ジェイコブは、手作業で家族や友人のために作っていたが、あっという間に下着の噂は広まり、1914年には特許を申請し、アメリカ中にブラジャーの販売網を広げることになる。ブラジャーのような下着は以前から作られているが、ジェイコブのデザインしたブラジャーが初めて成功を収めたものである。
1910年代の終わりごろにアメリア・ジェンクス・ブルマー(Amelia Jenks Bloomer)の手により、男性用のショートパンツに似た下着、ブルマーが発明される。この頃のブルマーはズボンのように足首まで覆うデザインである。ギブソンガールズと呼ばれる男性と同じように自転車やテニスのようなスポーツを楽しむ活動的な女性たちの間でブルマーは流行する。コルセットは時代遅れとなり、鉄が戦略資源として統制された第一次世界大戦がコルセットに止めをさすことになる。
第一次世界大戦に従軍した兵士たちは、前でボタンで留めた短パンを下着として支給された。ボタンは紐に引っ掛けて固定するようになっており、両脇の結び目でずり落ちないように調整する仕組みになっている。このデザインは流行し、ユニオンスーツは凋落を迎えることになる。大戦中に合成法が開発されたレーヨンも下着に使われるようになる。

### 1920年代
1920年代に下着を生産する会社は耐久性より、快適さを追求するようになる。ユニオンスーツの広告は、ボタンを減らし、着易さを追求した新たなデザイン上の特許を売り文句として掲載するようになる。これらの特許の多くはユニオンスーツとズロースの「社会の窓」の新たな形状に関するものであった。また、耐久性に優れたナインソック（nainsook）という幼児用の柔らかい生地も下着に広く使われることになる。一度下洗いがしてある収縮済みの下着も広く売り出される。
ブルマーは短くなり、新しく発明されたストッキングで足を覆うようになる。ゆったりとしたデザインが主流になり、1920年代の終わりには足回りが広いことを除けばパンティーに近いデザインとなる。
社交ダンスが流行し、ストッキングがずり落ちるのを防ぐためにガーターベルトが発明される。また、下着がただ隠すべきものから、女性の魅力を引き立たせる意味が理解され、ランジェリー（lingerie）という新たな下着の分野を確立させる。
1928年にロシアからアメリカに移民したイダ・ローゼンタールの手により、現在でも使われているカップサイズというアイデアがメイデンフォーム社に提案され、広まることになる。

### 1930年代

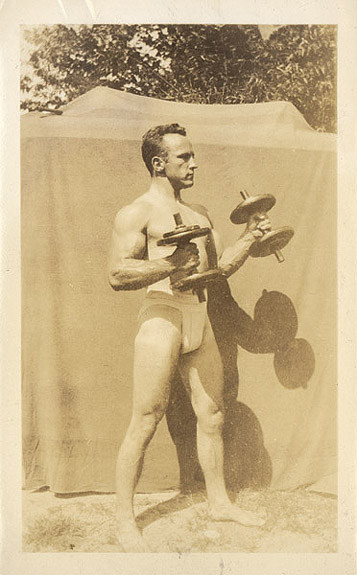
ジョックストラップ（1940年代）

1930年代に男性向け下着の発明と改良が進んだ。1935年1月19日、シカゴのクーパー株式会社の手により、ジョッキーと名づけられた世界初のブリーフが売り出される。
ボタンや紐の代わりにゴムが腰周りに使われるようになり、プロボクサー選手が身につける短いズボンに似たボクサーショーツ（トランクス）が広く売り出される。スコーヴィル社（Scovil Manufacturing）がスナップファスナーを開発し、下着に広く使用されるようになる。
コルセットはガードルとして生まれ変わり、ブラジャーやガーターベルトとともに身につけられるようになる。

### 1940年代

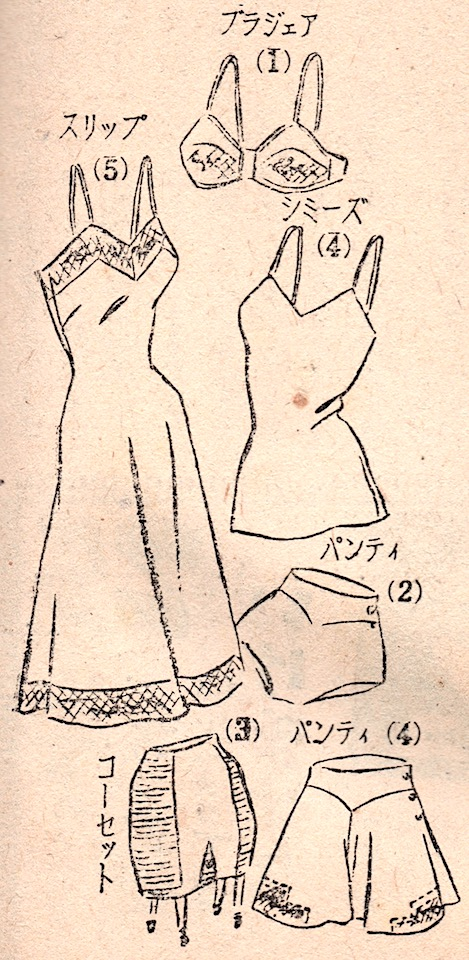
女性用の正しい洋装下着一式を示した図（1951年）

第二次世界大戦中にゴムや金属が戦略物資となると、一時的に紐とボタンが下着に用いられるようになる。物資不足の中、下着も不足し、古くなった服を再加工したものも使われた。
戦後は、クーパーズ社を前身とするジョッキー社とヘインズ社が大手であったが、クルット・ピーボディー・カンパニー（Cluett, Peabody and Company）が、サンフォリゼーション（Sanforization）という生地を出荷前に洗い縮める技術の特許を取り、広く利用されるようになる。
コルセットはハチのように細い括れからワスピー（waspie）として再び広まる。胸の谷間を強調するストラップレスブラも使われるようになる。
日本に関して述べると、下着の大衆化はこのころにやっと始まる。ワコールの創業者塚本幸一は終戦直後、「これから女性は間違いなく洋装化する」と予測し、ブラジャーを中心に下着の生産販売を始めた。従業員10人からの創業だった。下着を着用する習慣そのものがない時代であったから、塚本は日本で初めて「下着ショー」を開催した。といっても実態は下着の付け方教室のようなもので、女性限定だったという。これを新聞各紙が取り上げ、下着を日本社会が認知していく端緒の1つとなった。

### 1950年代から1960年代
それまで下着といえば白のみで、それ以外は一部の特殊な職業で使われているだけであったが、プリント柄や赤や黒の下着も売り出されるようになる。ファッション性も理解されるようになり、様々な試みがなされるようになる。レーヨンやダクロン、ナイロンのような化学繊維が広く試され、そのうちのいくつか、例えばナイロン製のストッキングは広まることになる。また、男性用の下着も大柄の模様やメッセージ、それにキャラクターイメージがプリントされたものが広く売り出されるようになる。
1950年代の流行として、腰周りの細さより胸を強調するデザインが広まるようになる。まるで弾丸のように先を尖らせたバレットブラ（bullet bra）や、フレデリックス・オブ・ハリウッド社（Fredericks of Hollywood's）が売り出したプッシュアップブラ(push-up bra)が売り出されのもこの年代である。
1959年にノースカロライナ州のグレン・レイブン紡績会社（Glen Raven Mills）がパンティとストッキングを一体化させたパンティホーズ(Panty hose)を発明し、売り出した。また同じ会社は1965年にミニスカートに合わせて身につけるシームレス・パンティホーズを売り出した。

### 現代

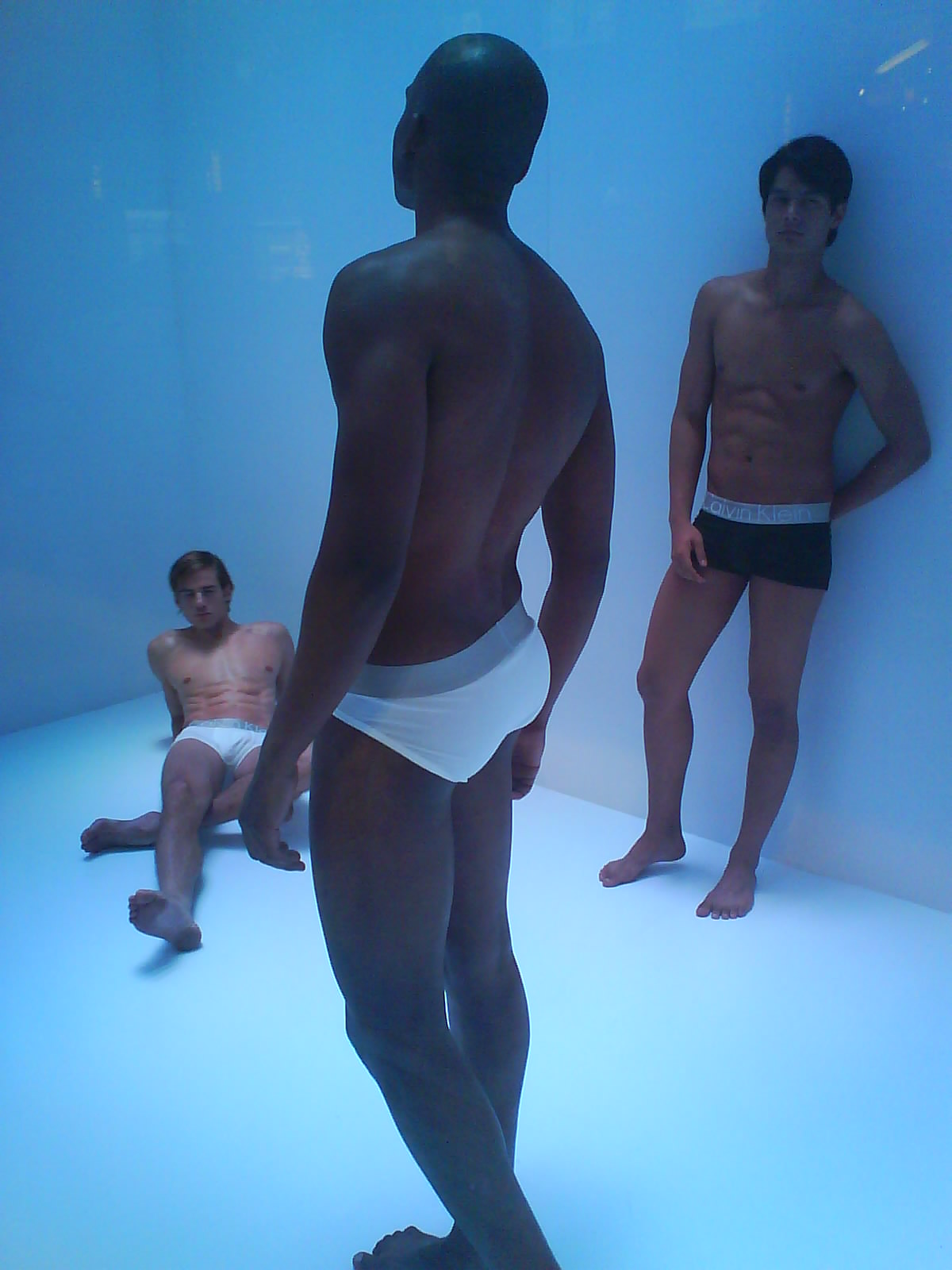
男性下着（ブリーフ、ボクサーブリーフ）

1970年代から1980年代の間にファッションとしての下着市場は成熟を迎え、下着メーカーは広告の中で耐久性や快適さではなく、下着がかもし出す性的魅力を主張することを重視するようになった。マドンナやシンディ・ローパー（Cyndi Lauper）といった1980年代のセレブリティは、下着をファッションの一部として露出させ有名になった。1990年代からはヒップホップ系ファッションが流行し、大き目のジーンズや短パンをずり下げて履き、トランクスを露出させる腰パンが流行した。この傾向により見せることを前提として作られる下着も広まった。
1980年代にサンバで知られるブラジルでソング、あるいはTバックとして知られるようになる下着が広まる。初めは水着であったが、1990年代ごろに世界中に広まるにつれ、下着のデザインとしても広まるようになる。欧米で大流行し、日本でもサンバブームやディスコの影響もあり流行したが、下着本来の持つ保温性や体のサポートといった側面が薄く、また国民性の違いもあり一般的に広まったとは言いがたい。
現在、女性用下着の素材としては従来から使用されてきた綿、キルティング地およびアクリル厚地など比較的厚手のものにとどまらず、薄地アンゴラ地、マイクロテンセルなど比較的薄くてかつ暖かさを保てるものも使用されるようになっている。肌色に加え、赤、黒、ピンクなど色のバリエーションが増えただけでなく、タンクトップタイプ、タートルネック、三分袖や半袖など形も袖の長さも豊富になってきている。
近現代における男性用下着は、女性用下着に比べると保温性や通気性といった機能性が重視されることが多かった。しかし、1990年代にボクサーブリーフというブリーフとボクサーショーツの特徴を併せ持った下着が発売された。これは紳士服が従来のゆったりとしたシルエットから細身になったことが要因の一つで、新しいモデルとして売り出されたが、1910年代に流行していたユニオンスーツの下半身部分を短く現代風にアレンジしたデザインである。若年層を中心に流行し、現在では幅広い世代の男性に普及した。
下着の種類も現代になるにつれて多くなり、水着用やレオタード用などの専用下着もある。

## 下着と社会
Tシャツはアメリカの労働的階級の下着とみなされている歴史があり、Tシャツのままでは品性を疑われ、公共の場に現れるべきではないとされていた。現在でも高級レストランや冠婚葬祭などの改まった場では、Tシャツはその場に相応しくないマナー違反の服装とされているのは、この慣習である。
欧米やその他多くの社会では、下着や裸に対する禁忌が強く、20世紀の半ばを過ぎるまで肌を露出することを極度に避ける慣習があった。現在でも更衣室や風呂場などの限られた場所でなければ裸を見せるべきではないとする慣習が強く残っている。所によっては、靴下を脱いで素足になることすら禁じられていることもある。またイスラム教を国教とする多くの地域では、厳格な服装制限がある。これに対し、日本やアジアの大部分、アフリカ、南北アメリカの先住民の間では高温多湿な環境もあり、肌の露出に関する禁忌は小さい。夏の暑い日などには下着のみで生活するのが常識である地域や民族もある。
多くの社会では、下着のみを着用していることは裸とは呼べないが、それに極めて近い状態（半裸）であると認識される。下着のみで分別の有る成人が公共の場に現れることは、モラルの面からも問題視され、逮捕されるに充分である。しかし、場所により下着でいることが許容されている場所もある。例えば水遊びを楽しめるように開放されている場所で水着に着替えずに下着姿になることは即座には逮捕につながらない場合もある。
アメリカの一部の州の刑務所ではピンクや蛍光色の下着を受刑者に支給しており、脱獄時に脱走者が着替えれば人目につき、発見されやすいようにしている。
何らかの意図を政治的に示すために下着のみになることも広く行われている。最も有名なものは、動物愛護運動家の間で毛皮着用に抗議して、下着のみで行われるデモである。活動家が下着だけになる理由は様々であるが、獣毛を着用するぐらいならば脱衣も辞さないという決意と、社会の注目を集めることが大きな理由である。また、ある下着販売会社が広告の一環としてモデルに下着のみを着用させて、ニューヨークのタイムズスクウェアの周囲を歩かせたこともある。抗議行動や視覚芸術の場合は逮捕者が出ることもあるのに、広告行動としての場合は逮捕者が出ていないことを商業主義に対する過度の寛容と見るかは意見の分かれるところである。
下着を身につけることは宗教上の意味合いを持つことも多く、末日聖徒イエス・キリスト教会におけるガーメントのように特別な服装の一部であることもある。
文京区立中学校全10校中6校で校則により着用できる下着は白色または肌色に規定している。また、小学校5年生女子の体育授業で体操着の下に汗をかいてそのままにしていると風邪を引くという理由で下着・ブラジャー着用を禁止して問題になったことがあった。
民家に干してあったり、コインランドリーで忘れ物の棚にある物や直接乾燥機等から窃盗する下着泥棒が社会問題となっている。男性用下着を一緒に干して男と同居していると装ったり当の女性も下着窃盗策したり、使用済み、新品に係わらずアダルトショップや通販で手軽に下着を購入出来る様になったにもかかわらず下着泥棒は無くならない。着用する本人が在宅でも音を立てずに盗んで行く者もいる。複数回窃盗に及ぶ事例も多く、逮捕時に押収した窃盗下着が100枚以上あるという例もしばしばあり、ニュースで押収した盗品の下着が並べて公開されることもよくある。女児の下着を盗む者もいる。また、ネットで「下着泥棒」若しくは「下着窃盗」と画像検索すると下着だけではなくスクール水着の窃盗も検索結果で表示され、スクール水着も下着同様性的な見方をされている。ほぼ「下着に興味があった」等窃盗した男の欲望と言う身勝手な動機で実行される。